# مجلة عالم أرامكو
أرامكو وورلد (بالإنجليزية: Aramco World) أو (السعودية أرامكو وورلد سابقًا (بالإنجليزية: Saudi Aramco World))، هي مجلة تصدر كل شهرين من قِبل شركة أرامكو السعودية للخدمات، وهي شركة مقرها الولايات المتحدة وتابعة لشركة أرامكو السعودية، التي هي شركة نفط مملوكة للدولة في المملكة العربية السعودية. ظهر العدد الأول من المجلة في نوفمبر 1949م. ويتم إصدار المجلة كل شهرين في هيوستن، تكساس في الولايات المتحدة الأمريكية.
تُوزَّع المجلة في العالمين العربي والإسلامي كافة، في حين أن الموضوعات المتعلقة بالمملكة العربية السعودية لا تزال تمثل السمة الرئيسية للمقالات في كثير من الأحيان. وتستهدف المجلة موظفي الشركة وغيرهم من القراء المهتمين بمجال النفط. يسمح موقع المجلة أيضًا بالوصول المجاني إلى الإصدارت التي تعود إلى أوائل الستينيات، بما في ذلك الصور الفوتوغرافية.
في عام 2004م حصل موقع المجلة على جائزة أفضل موقع ويب لمجلة "Best Magazine Website" من جمعية التسويق عبر الإنترنت Web Marketing Association.

## التأسيس
تأسست مجلة عالم أرامكو العالمية في عام 1949، ثم أصبحت مجلة أرامكو السعودية العالمية في عام 2000، وتم تغيير اسمها إلى عالم أرامكو في عام 2015.
الرسالة
تصدر عالم أرامكو لزيادة التفاهم بين الثقافات من خلال توسيع المعرفة بتاريخ العالمين العربي والإسلامي وثقافاتهما وجغرافيتهما، وترابطهما العالمي، في الماضي والحاضر.

## التاريخ
في نوفمبر 1949، أطلقت شركة النفط العربية الأمريكية (أرامكو) "عالم أرامكو" بوصفها نشرةً إخباريةً بين المكاتب، تربط مكاتب الشركة في الولايات المتحدة بـ "الحقل" في المقام الأول الظهران، في المنطقة الشرقية من المملكة العربية السعودية. ومع اكتساب موارد الطاقة السعودية أهميةً عالميةً أكبر، أدى نمو الشركة إلى جلب عشرات الآلاف من الأمريكيين إلى الظهران، ونمت "عالم أرامكو" لتصبح مجلةً تعليميةً نصف شهرية على غرار المجلات الأمريكية الشهيرة مثل Life وLook وThe Saturday Evening Post. ساعدت المقالات التاريخية والجغرافية والثقافية الموظفين الأمريكيين وعائلاتِهِم على تقدير الأرض غير المألوفة.
منذ الستينيات، تم إنتاج المجلة للقراء خارج الشركة وداخلها في جميع أنحاء العالم. على مدى عقود، غطت مقالاتها العالمين الثقافيين العربي والإسلامي، في الماضي والحاضر، مع إيلاء اهتمام خاص لترابطهما العالمي. وعلى مر السنين، عمل محررو المجلة في خمس مدن من ثلاث قارات: نيويورك، بيروت، لاهاي، ليدن، ومنذ عام 1987، هيوستن. اليوم يتم نشر عالم أرامكو من قبل أرامكو الأمريكيتين نيابة عن أرامكو منذ عام 1988، الشركة الوطنية للطاقة والكيماويات في المملكة العربية السعودية.

## التوزيع
تُوزَّع المجلة في العالمين العربي والإسلامي كافة، في حين أن الموضوعات المتعلقة بالمملكة العربية السعودية لا تزال تمثل السمة الرئيسية للمقالات في كثير من الأحيان. وتستهدف المجلة موظفي الشركة وغيرهم من القراء المهتمين بمجال النفط. يسمح موقع المجلة أيضًا بالوصول المجاني إلى الإصدارات التي تعود إلى أوائل الستينيات، بما في ذلك الصور الفوتوغرافية. في عام 2004 حصل موقع المجلة على جائزة أفضل موقع ويب لمجلة "Best Magazine Website" من جمعية التسويق عبر الإنترنت.

## حقوق الطبع والنشر
يمكن إعادة طباعة نصوص المقالات المحمية بحقوق الطبع والنشر لشركة عالم أرامكو، سواء مطبوعة أو إلكترونيًا، دون الحصول على إذن مسبق محدد من عالم أرامكو، بشرط استيفاء الشروط الثلاثة الآتية:
- لا يجوز تحرير النص. الاختصار مسموح به إذا تمت الموافقة على النص المختصر من قبل المحررين، وذكر الاعتماد "مختصر من ...".
- يجب أن يظهر اسم المؤلف، وعنوان المقال الأصلي كاملًا، عالم أرامكو، والعدد الأصلي للنشر في الاعتمادات التي يجب وضعها، وفقًا للمعايير المهنية.
- يجب تقديم نسخة مطبوعة أو رابط للمقالة إلى المحررين.

## مقالات مختارة
يمكن مطالعة بعض المقالات المختارة من إصدارات المجلة على موقع أرشيف المجلة. كما يمكن طلب الإصدارات السابقة عبر موقعها.

## روابط خارجية
- الموقع الرسمي للمجلة.